# Dominik Witczak (muzyk)
Dominik Paweł Witczak (ur. 28 kwietnia 1978) – polski muzyk, kompozytor i instrumentalista. Dominik Witczak znany jest przede wszystkim z wieloletnich występów w zespole muzyki rockowej Coma, którego był współzałożycielem. Wraz z grupą otrzymał m.in. sześciokrotnie nagrodę polskiego przemysłu fonograficznego Fryderyka. Zanim założył Comę, grał z Tomaszem Stasiakiem i Wojciechem Grendą w zespole o nazwie Ozoz. Po jego rozpadzie Witczak i Stasiak zapoczątkowali Comę. Jest także twórcą zespołów R.E.V. oraz LUMP.